# Без бог, без господар
„Без бог, без господар“ (на френски: Ni dieu, ni maître, на английски: No god, no masters, на руски: Ни богов, ни господ) е лозунг, свързан с философията на анархизма.

## История
„Без бог, без господар“ вероятно идва от немска поговорка от XV век. Изразът се появява в памфлет от 1870 година на ученик на Луи Огюст Бланки и става заглавие на вестника на му от 1880 година „Ни Дю Ни Метър“, преди да се разпространи в анархисткото движение, появявайки се в книгата „Думи на бунтовника“ на Пьотър Кропоткин от 1885 година и в анархисткия манифест от Бордо от 1896 година. Белгийски вестник със същото име „Ни Дю Ни Метър“ излиза в 1885 - 1886 година. Себастиан Фор съживява лозунга по време на Първата световна война, след което Либертарианската младеж на Париж приема името. Появява се върху надгробни паметници на революционери, като слоган на вестник на активистката за контрол на раждаемостта Маргарет Сангер The Woman Rebel и като заглавие на песен от 1964 г. срещу смъртното наказание от Лео Фере.

## В изкуството

### В киното
- No god, no masters (1913), исторически, драма[6]
- Ni dieu, ni maître: Une histoire de l'anarchisme (2016 – 2017), мини сериал, документален[7]
- No God, No Master (2012) американски независим криминален трилър, режисьо Тери Грийн

### В музиката
- No god, no masters, песен на група Арч Енеми (2011) от албума Khaos Legions[8]
- Без богове, без господари, песен на група Delate (2020) от албума Къде остана идеята[9]

### В литературата
- Менков, Борислав. Без бог, без господар.   СамИздат. ISBN 9786197187151. с. 334.
- „Без бог! Без господар!“ е употребен в поемата „Септември“ на Гео Милев[10]

## В спорта
- No god, no masters, марка за лайфстайл колоездене, посветена на овластяването и еманципирането на жените чрез колоездене[11]

## В борбата за равноправие на половете
- Без бог, без господар, без съпруг. Първа анархо-феминистка група в света (Аржентина). [12]